# Muça ibne Zurara
Muça ibne Zurara (Musa ibn Zurara; fl. 850) foi o emir de Arzena, localizado nas fronteiras entre a Mesopotâmia Superior (Jazira) e a Armênia, que na época eram províncias do Califado Abássida.

## Vida

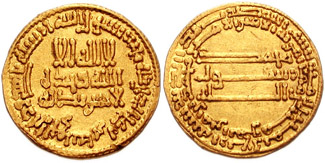
Dinar de Harune Arraxide r.

Expansão do território dos Arzerúnio

Muça é o primeiro membro atestado de sua família e é mencionado apenas nas fontes por nome e por patronímico, sem um nisba. Consequentemente, a origem exata e a história de sua família antes dele são desconhecidas; no entanto, haviam se estabelecido claramente em Arzanena (em armênio/arménio: Aghdznik) como parte do influxo mais amplo de tribos árabes na Armênia que começou sob Harune Arraxide (r. 786–809) e pode muito bem ter sido membro da tribo dos bacritas, que se assemelhavam aos xaibanitas que dominavam a área de Diar Baquir. O feudo de Muça de Arzena era a capital do distrito de Arzanena, que por sua vez pertencia à sub-província jazirana em Diar Baquir.
Sabe-se que Muça tinha cinco irmãos: Solimão, Amade, Issa, Maomé e Harune. Em comum com outros líderes árabes da Armênia, casou-se com a irmã de um príncipe armênio cristão, Pancrácio II Bagratúnio, cuja província de Taraunitis fazia fronteira com o domínio de Muça em Arzanena. Seus laços com o poderoso príncipe Bagratúnio certamente fortaleceram a posição de Muça contra outros rivais, cristãos e muçulmanos, mas isso não o impediu de desenvolver uma certa inimizade em relação a Pancrácio e pegar em armas contra ele. Assim, quando o governador abássida, Abuçaíde Maomé Almaruazi, procurou reduzir o poder e a autonomia dos príncipes armênios, que haviam crescido bastante nos anos anteriores, escolheu Muça e outro senhor árabe local, Alá ibne Amade Alasdi. Muça invadiu Taraunitis, enquanto Alá atacou o outro grande Principado da Vaspuracânia, governado por Asócio I. Asócio derrotou Alá e o despejou de seu território, e depois foi ao auxílio de Pancrácio. Os exércitos armênios enfrentaram e derrotaram Muça perto da capital de Taraunitis, Muxe, e o perseguiram até Balalexa, parando apenas após os pedidos da esposa de Muça, irmã de Pancrácio.
Os armênios começaram a massacrar os colonos árabes em Arzanena. Nesse momento, Abuçaíde invadiu a Armênia com seu próprio exército, mas morreu no caminho e foi sucedido por seu filho Iúçufe. Este último conseguiu capturar Pancrácio e o enviou como prisioneiro à capital abássida Samarra, mas mais tarde foi atacado e morto pelos habitantes de Coite no início de 852. Isso levou o califa a intervir em vigor enviando o general Buga, o Velho à Armênia. Muça parece ter se juntado ao levante armênio em algum momento; Buga também o acusou de estar envolvido no assassinato de Iúçufe. Como resultado, também foi levado em cativeiro para Samarra por Buga, o Velho. Depois que Muça morreu, foi sucedido por seu filho Abu Almagra. A fim de proteger seu domínio contra os xaibanitas, se aliou estreitamente aos Arzerúnio, casando-se com uma princesa Arzerúnio e até secretamente se convertendo ao cristianismo. Em c. 890, foi preso pelo ambicioso governante xaibanita de Diar Baquir, Amade ibne Issa Axaibani, que anexou os domínios zuráridas.
 